# NGC 1473
NGC 1473 is een onregelmatig sterrenstelsel in het sterrenbeeld Kleine Waterslang. Het hemelobject werd op 2 november 1834 ontdekt door de Britse astronoom John Herschel.

## Synoniemen
- PGC 13853
- ESO 54-19
- AM 0347-682
- IRAS 03472-6822